# Tabontabon
Tabontabon (Bayan ng Tabontabon) är en kommun i Filippinerna. Kommunen ligger på ön Leyte, och tillhör provinsen Leyte. Folkmängden uppgår till 8 372 invånare.

## Barangayer
Tabontabon är indelat i 16 barangayer.
| - Amandangay - Aslum - Balingasag - Belisong - Cambucao - Capahuan - Guingawan - Jabong | - Mercadohay - Mering - Mohon - District I Pob. (Quezon) - District II Pob. (Rizal) - District III Pob. (Bonifacio - District IV Pob. (Macarthur) - San Pablo (Mooc) |